# Lantejoula

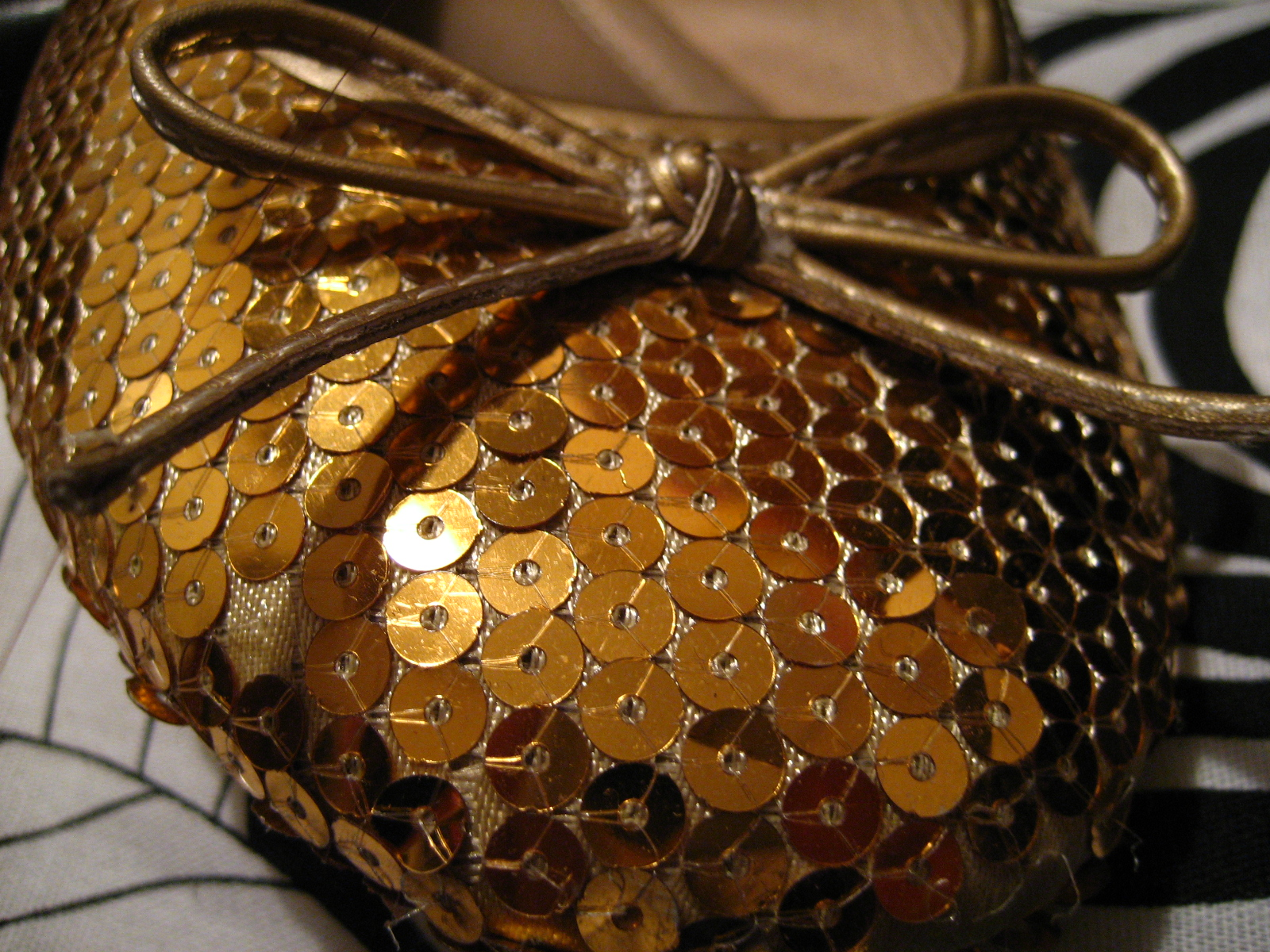
Lantejoulas douradas num sapato

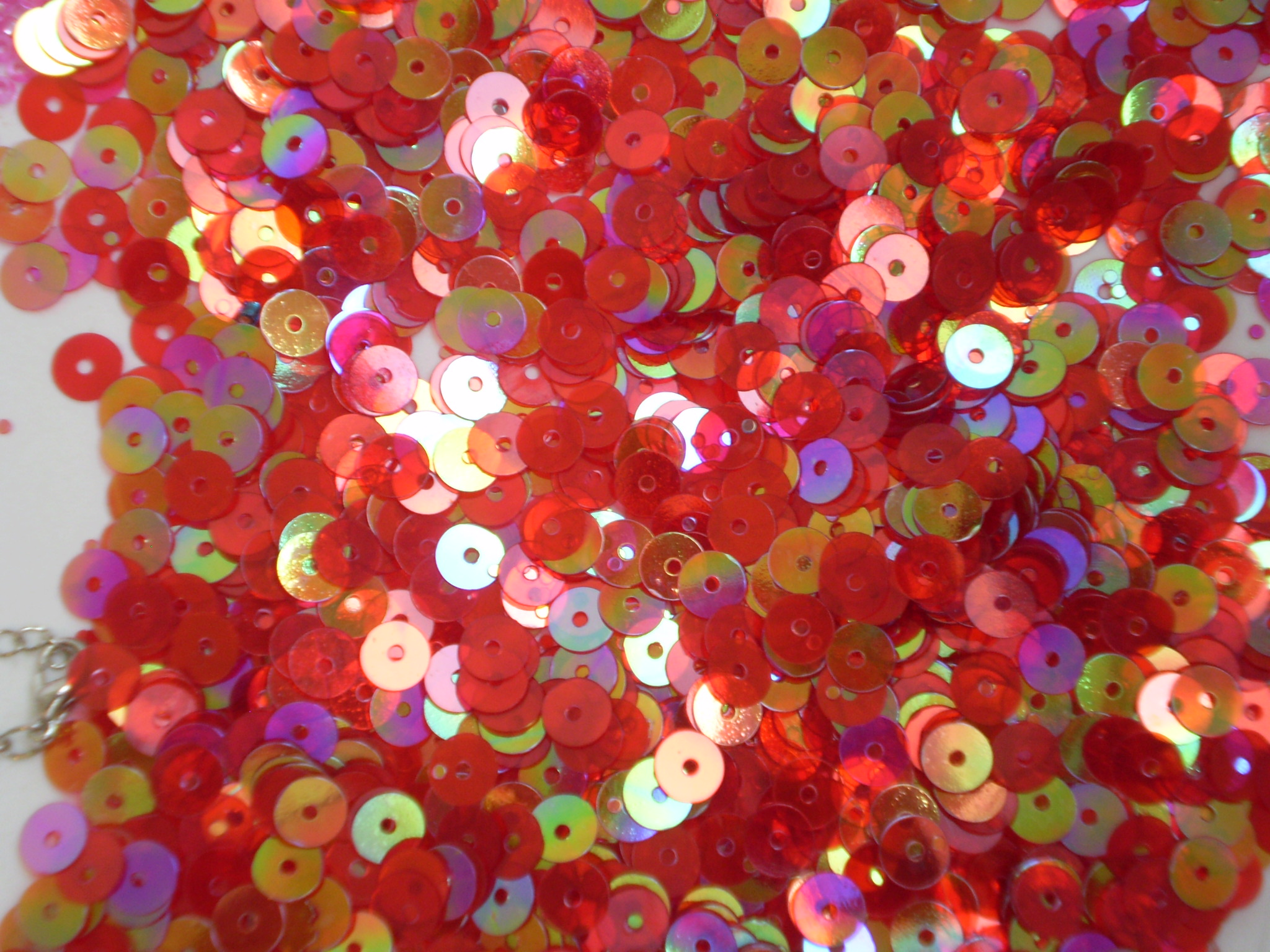
Lantejoulas - ou paetês - soltos

Uma lantejoula ou lentejoula (do latim lenticula, mesma raiz de "lentilha") é um ornamento em formato de pequenos discos para decorar roupas e acessórios de moda. São fabricadas em uma grande variedade de cores e formas geométricas.
No entanto, as atuais fábricas diferenciam paetê de lantejoula pelas suas formas: a lantejoula teria a borda sextavada e o paetê é totalmente liso. Além disso, a lantejoula é sempre um disco circular e o paetê pode ser apresentado em outras formas: quadrado, flor, etc. Outra diferença que o furo da lantejoula sempre seria no meio do disco e o furo do paetê pode vir na ponta, facilitando a costura. São usadas bastante em fantasias de carnaval e em trabalhos escolares.
Um tecido bordado com lantejoulas recebe o nome de "paetê" (do francês pailleté).

## História
Historicamente em muitas partes do mundo, a fixação de moedas de metal e bolas nas roupas era feita para exibir riqueza ou status ou para manter o item fechado com segurança.
Existem evidências de que lantejoulas de ouro estavam sendo usadas como decoração em roupas ou apetrechos no Vale do Indo já em 2500 a.C., durante a fase Kot Diji. Lantejoulas de ouro maciço costuradas em roupas reais foram encontradas dentro da tumba de Tutankhamun.
Sequins (feitos principalmente de pedaços refletivos de metais) costurados em jaquetas, gorros e vestidos eram populares entre a nobreza e ricos durante os séculos 17 a 19.

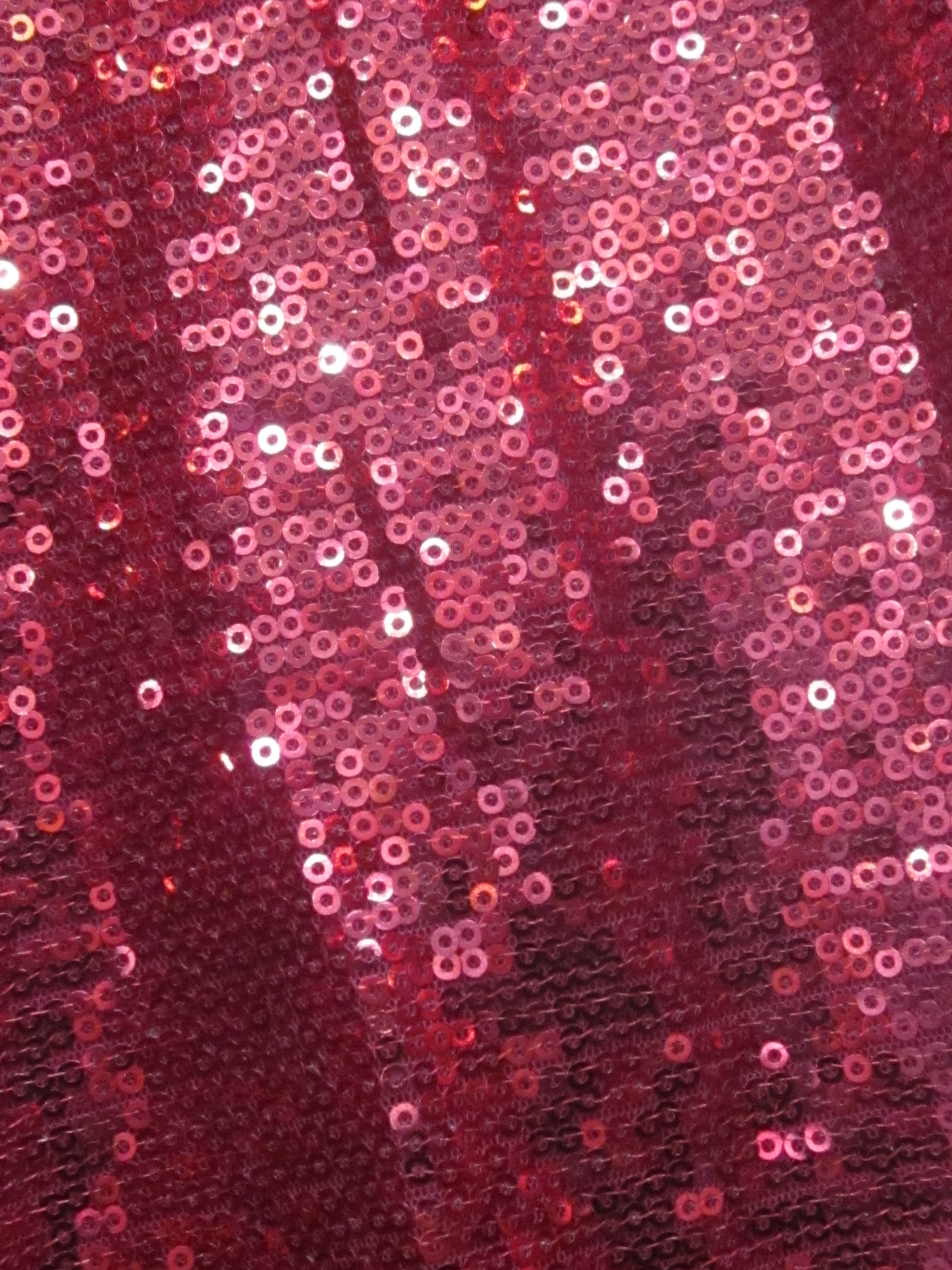
Tecido de lantejoulas cor-de-rosa

Durante a década de 1920, após a descoberta do Túmulo de Tutancâmon, as lantejoulas testemunharam uma popularidade renovada como consequência da Egyptomania. O uso de lantejoulas (tipicamente feitas de metal) foi amplamente popularizado como uma declaração de moda por garotas flaper durante este período.
Na década de 1930, lantejoulas de gelatina galvanizadas leves foram produzidas, que eram significativamente menos pesadas do que suas contrapartes de metal. No entanto, as lantejoulas de gelatina derreteriam se ficassem molhadas ou muito quentes. Algy Trimmings Co., uma empresa de fabricação de roupas, trabalhando com a Eastman Kodak, produzia lantejoulas de plástico transparente, embora sofressem de fragilidade. O filme de poliéster foi mais tarde usado para cercar as lantejoulas de plástico para lavá-lo com segurança. Eventualmente, o plástico vinílico geralmente substituiu a combinação de filme e plástico por causa de sua durabilidade e custo-benefício.
No final da década de 1960, as lantejoulas começaram a ser amplamente utilizadas por músicos populares como The Supremes. As lantejoulas continuaram a ser populares na década de 1970 e início da década de 1980.